# جورج بابكوك
جورج بابكوك (بالإنجليزية: George Babcock)‏ هو لاعب كرة قدم أمريكية أمريكي، ولد في 21 مارس 1899 في إلينوي في الولايات المتحدة، وتوفي في 27 فبراير 1988 في غرينفيل في الولايات المتحدة.